# Иммиграция в Россию

Число выбывших из России и прибывших в Россию в 1993—2009 годах, тыс. человек

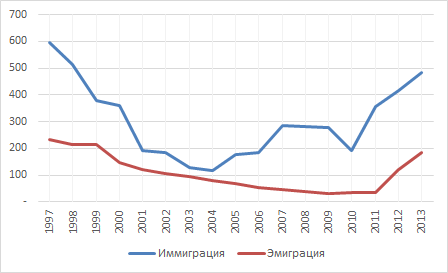
Число выбывших и прибывших в РФ в 1997—2013 годах, тыс. человек

Иммиграция в Россию (также переселение в Россию) — процесс въезда иностранных граждан для постоянного жительства на территорию Российской Федерации. Переселение в Россию регулируется законодательством, а потому может носить как легальный, так и нелегальный характер. Последнее карается законом. Для содействия законным видам переселения созданы несколько программ по стимулированию переселения. Согласно действующему законодательству, после 5 лет проживания и сдачи экзамена на знание русского языка, переселенцы могут получить также и российское гражданство. Регулированием иммиграции занимается Министерство внутренних дел Российской Федерации. Иммиграция играет важную роль в современных демографических процессах России, так как именно благодаря ей с 2011 года население страны увеличивается даже в условиях сохраняющейся, хотя и уменьшающейся естественной убыли. Почти все иностранные граждане, получающие гражданство Российской Федерации — это граждане стран постсоветского пространства, в основном — Украины, Узбекистана, Таджикистана, Азербайджана, Киргизии, Армении, Молдавии, Беларуси, Казахстана и Туркменистана. По состоянию на 2020 год, по данным ООН, по числу иммигрантов в абсолютных числах Россия занимает 4-е место в мире (11,58 млн чел. или 7,9% населения) после США (43,43 млн чел. или 13,1% населения), Германии (14,22 млн чел. или 17,0 % населения) и Саудовской Аравии (13,00 млн чел. или 37,3 % населения). По состоянию на 2020 год, по данным ООН, по числу эмигрантов в абсолютных числах Россия занимает 3-е место в мире (10,65 млн чел. или 6,8% населения) после Индии (17,79 млн чел. или 1,3% населения) и Мексики (11,07 млн чел. или 7,9 % населения). По состоянию на 2019 год, по оценкам ООН, в России проживало 11 640 559 иммигрантов, или 8 % населения страны.

## Основные понятия и определения
В законодательстве РФ отсутствуют понятия «иммигрант» или «трудовой мигрант», есть понятия «гражданин России», «иностранный гражданин» и «иностранный гражданин, работающий по временному трудовому найму».
В законодательстве РФ приняты следующие статусы иностранных граждан на территории РФ:
- временно пребывающий в Российской Федерации иностранный гражданин — прибывший в Россию на основании визы или в порядке, не требующем визы, и получивший миграционную карту, но не имеющий вида на жительство или разрешения на временное проживание (срок пребывания в РФ ограничен 90 днями в течение 180 дней);
- временно проживающий в Российской Федерации иностранный гражданин — получивший разрешение на временное проживание (например, при трудоустройстве);
- постоянно проживающий в Российской Федерации иностранный гражданин — получивший вид на жительство;

По принятым в российской статистике определениям, легальными иммигрантами (или долговременными иностранными мигрантами) в России можно считать иностранных граждан, получивших вид на жительство, разрешение на временное проживание на срок более 9 месяцев, а также переселившихся в Россию на постоянное место жительства (то есть получивших гражданство РФ).

## Текущая статистика
По данным ФМС на территории РФ по состоянию на сентябрь 2013 года единовременно находилось 11,3 миллиона иностранных граждан, по состоянию на январь 2015 г. — 10,9 млн, подавляющее большинство — это граждане Украины и СНГ трудоспособного возраста. В 2010-х годах этот показатель отличается относительной стабильностью. По данным Института государственного управления и права Государственного университета управления (2013 г.) ежегодно 1,5 миллиона трудовых мигрантов работают в России на легальных основаниях, около миллиона — получают патенты для работы у физических лиц, около 2,5 миллиона — работают нелегально. Кроме этого, гражданство РФ, вид на жительство или разрешение на временное проживание ежегодно получают порядка 700 тысяч иностранцев. По оценкам НИУ ВШЭ, в 2013 году количество легальных и нелегальных иностранных трудовых мигрантов в России составляло около 7 млн человек. Ведущие страны-поставщики мигрантов в России — Украина, Узбекистан, Таджикистан, Азербайджан, Киргизия, Армения и Молдавия.

### Гражданство иммигрантов (долговременных иностранных мигрантов)
До 2007 года, доля граждан России, постоянно проживающих на территории стран СНГ, среди всех прибывших стабильно превышала 90 %, но после изменений правил миграционного учёта она начала быстро снижаться. Последнее, впрочем, также объяснялось и тем, что более молодые поколения иммигрантов из СНГ, рождённые уже после распада СССР, были в большей степени склонны к получению гражданств стран исхода с рождения. Так, среди прибывших в Россию в 2012 году на постоянное место жительства, 67,8 % составляли иностранные граждане (283 из 418 тысяч человек), в том числе 59,6 % были гражданами других стран СНГ. 30,4 % иммигрантов при этом составили граждане России (39,7 % в 2011 году), а ещё 0,5 % имели двойное гражданство. 1,2 % прибывших составляли лица без гражданства (около 5 тысяч человек) и 0,6 % (2,3 тысячи человек) не указали своего гражданства. По данным за 2013 год, миграционный прирост обеспечил 92,5 % общего прироста населения России, при этом, по сравнению с 2012 годом, величина миграционного прироста мало изменилась, составив около 296 тысяч человек (на 0,3 % больше).
В связи с изменением методик учёта долговременной миграции с 2011 года, в статистике долговременными мигрантами (иммигрантами) стали считаться те, которые получили регистрацию в России (разрешение на временное проживание) на срок более 9 месяцев. В 2015 году численность иммигрантов (долговременных мигрантов) составила 600 тыс. человек, увеличение частично объясняется изменением методики учёта.

### Статистика по иностранным мигрантам
Сведения в отношении иностранных граждан, единовременно находящихся в Российской Федерации на 05.11.2014 по данным ФМС России:
| Государство гражданства                  | Количество человек |
| ---------------------------------------- | ------------------ |
| Украина                                  | 2 651 109          |
| Узбекистан                               | 2 335 960          |
| Таджикистан                              | 1 105 500          |
| Азербайджан                              | 610 327            |
| Молдавия                                 | 586 122            |
| Казахстан                                | 575 400            |
| Киргизия                                 | 552 014            |
| Армения                                  | 514 663            |
| Беларусь                                 | 498 878            |
| Китай                                    | 273 034            |
| Германия                                 | 244 662            |
| США                                      | 142 405            |
| Турция                                   | 111 681            |
| Великобритания                           | 111 275            |
| Финляндия                                | 77 665             |
| Вьетнам                                  | 53 834             |
| Италия                                   | 53 649             |
| Франция                                  | 53 382             |
| Испания                                  | 45 935             |
| Литва                                    | 42 672             |
| Лицо без гражданства                     | 35 489             |
| Филиппины                                | 34 755             |
| Северная Корея                           | 34 217             |
| Сербия                                   | 33 591             |
| Канада                                   | 32 107             |
| Грузия                                   | 30 718             |
| Израиль                                  | 30 126             |
| Индия                                    | 29 886             |
| Эстония                                  | 28 356             |
| Польша                                   | 27 979             |
| Латвия                                   | 27 581             |
| Южная Корея                              | 26 124             |
| Австралия                                | 25 228             |
| Туркменистан                             | 24 899             |
| Бразилия                                 | 24 073             |
| Неопределено                             | 23 323             |
| Япония                                   | 22 379             |
| Нидерланды                               | 21 443             |
| Австрия                                  | 15 009             |
| Швейцария                                | 14 651             |
| Монголия                                 | 14 632             |
| Таиланд                                  | 14 097             |
| Мексика                                  | 12 533             |
| Швеция                                   | 11 517             |
| Бельгия                                  | 10 910             |
| Аргентина                                | 10 740             |
| Греция                                   | 9 889              |
| Дания                                    | 9 763              |
| Болгария                                 | 9 175              |
| Сингапур                                 | 8 947              |
| Иран                                     | 8 834              |
| Афганистан                               | 8 721              |
| Чехия                                    | 8 492              |
| Абхазия                                  | 8 369              |
| Сирия                                    | 8 287              |
| Португалия                               | 7 848              |
| Малайзия                                 | 7 825              |
| Колумбия                                 | 7 652              |
| Румыния                                  | 7 563              |
| Гонконг                                  | 7 431              |
| Индонезия                                | 7 047              |
| Норвегия                                 | 6 678              |
| Венгрия                                  | 6 477              |
| Египет                                   | 6 192              |
| Чили                                     | 4 928              |
| Ирландия                                 | 4 874              |
| Тайвань                                  | 4 845              |
| Южная Осетия                             | 4 772              |
| Негражданин Латвии                       | 4 763              |
| Босния и Герцеговина                     | 4 542              |
| Словакия                                 | 4 521              |
| Хорватия                                 | 4 234              |
| ЮАР                                      | 3 929              |
| Новая Зеландия                           | 3 628              |
| Нигерия                                  | 3 534              |
| Марокко                                  | 3 253              |
| Венесуэла                                | 3 249              |
| Ирак                                     | 3 093              |
| Перу                                     | 2 839              |
| Куба                                     | 2 561              |
| Иордания                                 | 2 467              |
| Эквадор                                  | 2 393              |
| Словения                                 | 2 335              |
| Ливан                                    | 2 176              |
| Тунис                                    | 1 950              |
| Пакистан                                 | 1 937              |
| Уругвай                                  | 1 809              |
| Шри-Ланка                                | 1 743              |
| Черногория                               | 1 714              |
| Ангола                                   | 1 652              |
| Мьянма                                   | 1 614              |
| Алжир                                    | 1 525              |
| Северная Македония                       | 1 439              |
| Йемен                                    | 1 354              |
| Непал                                    | 1 145              |
| Кипр                                     | 1 139              |
| Палестина                                | 1 090              |
| Гана                                     | 1 006              |
| Бангладеш                                | 1 001              |
| Судан                                    | 954                |
| ОАЭ                                      | 929                |
| Камерун                                  | 886                |
| Кения                                    | 790                |
| Конго                                    | 760                |
| Люксембург                               | 745                |
| Мальта                                   | 715                |
| Коста-Рика                               | 711                |
| Замбия                                   | 687                |
| Исландия                                 | 677                |
| Саудовская Аравия                        | 675                |
| Намибия                                  | 670                |
| Албания                                  | 613                |
| Гватемала                                | 603                |
| Кот д’Ивуар                              | 568                |
| Маврикий                                 | 529                |
| Гондурас                                 | 480                |
| ДРК                                      | 467                |
| Никарагуа                                | 450                |
| Панама                                   | 413                |
| Бахрейн                                  | 404                |
| Доминиканская Республика                 | 400                |
| Оман                                     | 387                |
| Эфиопия                                  | 361                |
| Боливия                                  | 341                |
| Гвинея                                   | 326                |
| Лаос                                     | 310                |
| Ливия                                    | 308                |
| Макао                                    | 303                |
| Ямайка                                   | 301                |
| Мали                                     | 298                |
| Зимбабве                                 | 295                |
| Экваториальная Гвинея                    | 294                |
| Мозамбик                                 | 271                |
| Кувейт                                   | 257                |
| Тринидад и Тобаго                        | 243                |
| Сенегал                                  | 239                |
| Бенин                                    | 214                |
| Танзания                                 | 214                |
| Сальвадор                                | 211                |
| Британские территории в Индийском океане | 209                |
| Гвинея-Бисау                             | 183                |
| Чад                                      | 183                |
| Камбоджа                                 | 182                |
| Парагвай                                 | 180                |
| Ботсвана                                 | 177                |
| Вануату                                  | 175                |
| Кабо-Верде                               | 169                |
| Бурунди                                  | 163                |
| Уганда                                   | 143                |
| Американское Самоа                       | 142                |
| Мадагаскар                               | 141                |
| Катар                                    | 139                |
| Свазиленд                                | 118                |
| Острова Кука                             | 114                |
| Ангилья                                  | 101                |
| Сомали                                   | 95                 |
| Гаити                                    | 93                 |
| Лихтенштейн                              | 93                 |
| Кирибати                                 | 92                 |
| Антигуа и Барбуда                        | 90                 |
| Сьерра-Леоне                             | 88                 |
| Сейшелы                                  | 87                 |
| Руанда                                   | 85                 |
| Габон                                    | 81                 |
| Фиджи                                    | 78                 |
| Монако                                   | 77                 |
| Суринам                                  | 74                 |
| Багамы                                   | 67                 |
| Андорра                                  | 65                 |
| Джибути                                  | 64                 |
| ЦАР                                      | 63                 |
| Мальдивы                                 | 62                 |
| Бруней                                   | 61                 |
| Эритрея                                  | 60                 |
| Гайана                                   | 58                 |
| Малави                                   | 56                 |
| Сент-Винсент и Гренадины                 | 56                 |
| Гамбия                                   | 48                 |
| Барбадос                                 | 44                 |
| Буркина-Фасо                             | 44                 |
| Того                                     | 42                 |
| Гренада                                  | 41                 |
| Самоа                                    | 40                 |
| Доминика                                 | 35                 |
| Нигер                                    | 35                 |
| Нидерландские Антилы                     | 32                 |
| Либерия                                  | 29                 |
| Мавритания                               | 29                 |
| Сент-Люсия                               | 28                 |
| Сент-Китс и Невис                        | 26                 |
| Белиз                                    | 25                 |
| Монтсеррат                               | 24                 |
| Сан-Марино                               | 24                 |
| Сан-Томе и Принсипи                      | 24                 |
| Коморы                                   | 23                 |
| Бермуды                                  | 22                 |
| Соломоновы острова                       | 22                 |
| Южный Судан                              | 21                 |
| Пуэрто-Рико                              | 20                 |
| Бутан                                    | 17                 |
| Маршалловы острова                       | 16                 |
| Святая Елена                             | 13                 |
| Науру                                    | 12                 |
| Тонга                                    | 11                 |
| Британские Виргинские острова            | 9                  |
| Восточный Тимор                          | 9                  |
| Токелау                                  | 8                  |
| Французская Гвиана                       | 8                  |
| Французские Южные территории             | 8                  |
| Гибралтар                                | 7                  |
| Реюньон                                  | 6                  |
| Микронезия                               | 5                  |
| Лесото                                   | 4                  |
| Каймановы острова                        | 4                  |
| Ватикан                                  | 4                  |
| Фарерские острова                        | 4                  |
| Гваделупа                                | 3                  |
| Гернси                                   | 3                  |
| Кокосовые острова                        | 3                  |
| Новая Каледония                          | 3                  |
| Палау                                    | 3                  |
| Папуа-Новая Гвинея                       | 3                  |
| Питкэрн                                  | 3                  |
| Гренландия                               | 2                  |
| Мартиника                                | 2                  |
| Аруба                                    | 1                  |
| Гуам                                     | 1                  |
| Ниуэ                                     | 1                  |
| Остров Мэн                               | 1                  |
| Остров Херд и острова Макдональд         | 1                  |
| Острова Теркс и Кайкос                   | 1                  |
| Северные Марианские острова              | 1                  |
| Тувалу                                   | 1                  |
| Уоллис и Футуна                          | 1                  |
| Фолклендские острова (Мальвинские)       | 1                  |
| Французская Полинезия                    | 1                  |
| Южная Георгия и Южные Сандвичевы острова | 1                  |

## История
В период существования СССР до 1975 года в РСФСР въезжало больше людей, чем выезжало, затем эта тенденция сменилась на обратную.
В ряде источников указывается, что Россия занимает второе место в мире, после США, по количеству проживающих в ней иностранных мигрантов, но фактически это число ниже, а второе место связано с изменением методики подсчёта: лица, переезжавшие в период существования СССР в РСФСР из других республик, входивших в состав СССР (УССР и др.), фактически являлись внутренними мигрантами, но после распада СССР были пересчитаны как иностранцы.
Число иммигрантов резко возросло после распада СССР, значительную часть из них составляли люди из бывших республик, входивших в состав СССР. До 2007 года велась статистика национальности иммигрантов, по этим данным более 80 % людей, мигрировавших в РФ после распада СССР, указали национальность «русский», вероятно, рассчитывая, что благодаря этому к ним будут относиться лояльнее.

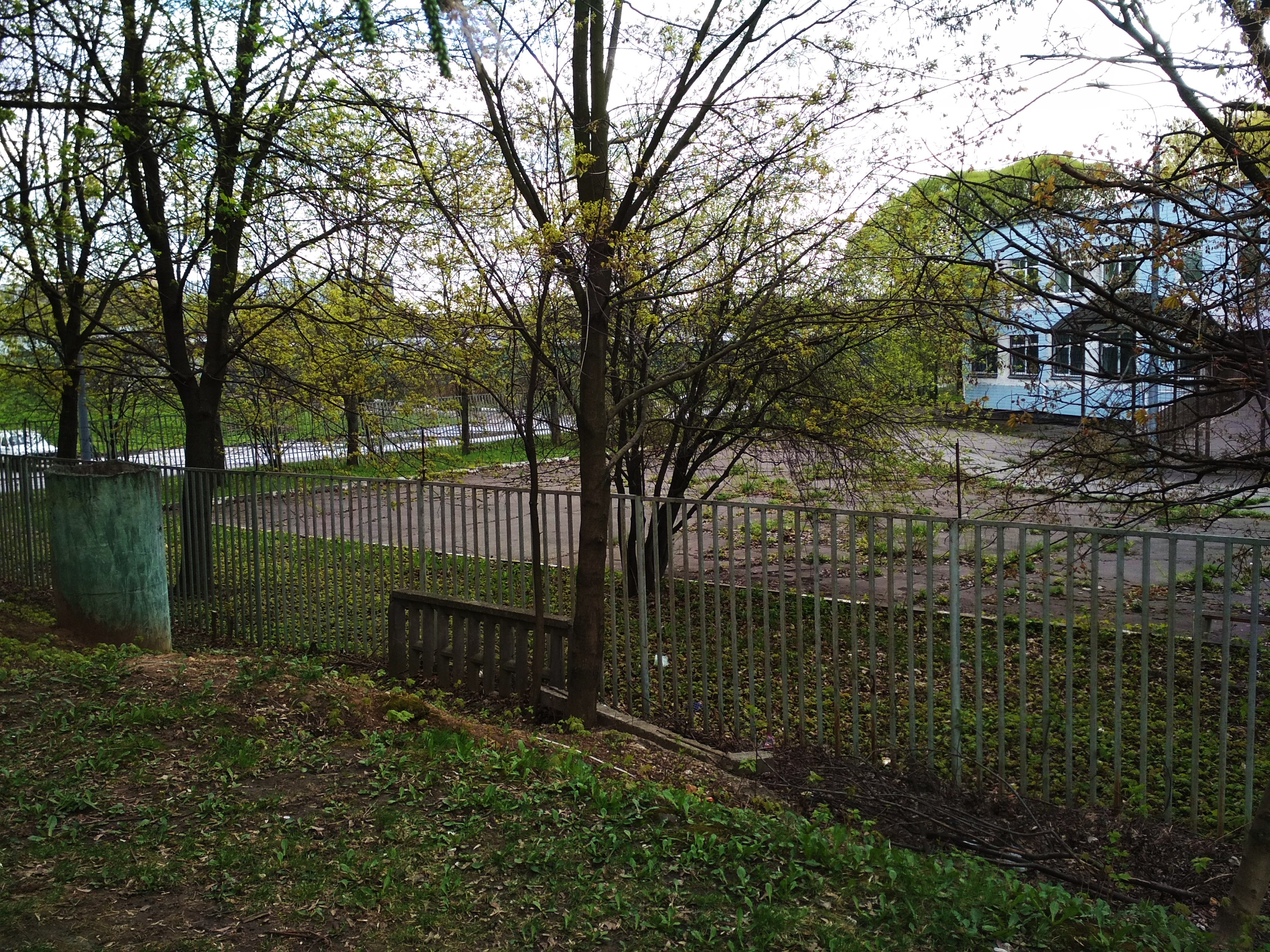
Здесь до 2015 г. находился отдел внешней трудовой миграции г. Москвы

В настоящее время, благодаря потокам мигрантов из Узбекистана, Таджикистана, Азербайджана, Киргизии, Армении и Молдавии, Россия является одной из основных стран приёма иммигрантов. С начала 2000-х годов притоку экономических иностранных мигрантов способствовал и быстрый рост ВВП страны, а также низкий уровень внешнего долга. На протяжении 2000-х годов миграционный прирост населения России, за счёт иммигрантов, получивших гражданство РФ, в той или иной степени компенсировал естественную убыль её населения, а в 2011 году превзошёл её показатель на 144 %. В результате в 2011 году, впервые с 1994 года, население РФ значительно увеличилось — на 188,9 тыс. чел. (или на 0,1 %). Рост населения страны за счёт иммиграции продолжился в 2012 и 2013 годах. В абсолютных цифрах число вставших на учёт иностранных мигрантов, единовременно находящихся в России, относительно стабильно: их насчитывалось 11,9 миллиона человек в 2000 году, 11,0 миллионов в 2013, 11,4 млн в июле 2014 г., — около 8 %, по сравнению с населением России (146 млн чел. в 2015 г.).

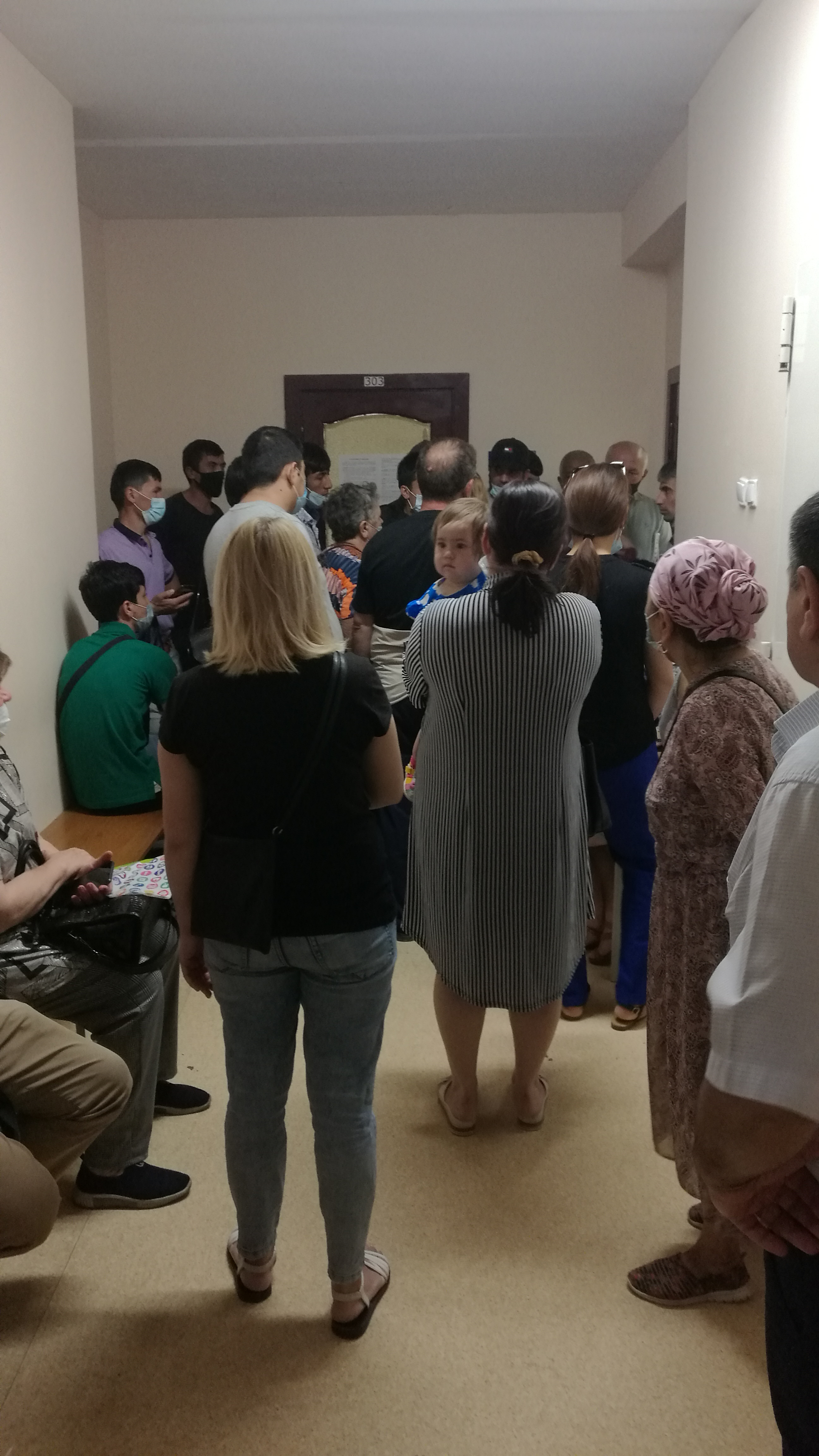
Очередь в миграционном центре в Тюмени, 2021 год.

До середины 2000-х годов примерно половину от общей численности иностранных граждан, осуществлявших трудовую деятельность в России на основании разрешительных документов, составляли прибывшие из стран СНГ. Затем их доля стала быстро увеличиваться, превысив 73 % в 2008 году и 76 % в 2010 году. В 2011-2013 годах доля иностранных работников из стран СНГ поднялась до 84 % среди всех имевших действующее разрешение на работу. В 2014 году она составила 83 %, а затем резко сократилась из-за изменения правил получения разрешений на работу. В 2015 году доля граждан стран СНГ среди иностранных работников, имеющих разрешение на работу в России, сократилась до 18 %, в 2016-2017 годах – 17 %, но затем вновь стала увеличиваться на фоне продолжающегося сокращения общего числа иностранных работников, имеющих действительное разрешение на работу. В 2018 году она составила 19 %, в 2019 году - 21 %, в 2020 году – 33 %, а в середине 2021 года - 36 % (16,9 из 47,1 тыс. человек). Что касается иностранных работников, получивших патенты на осуществление трудовой деятельности, то все они являются, гражданами стран СНГ с безвизовым въездом в Россию или лицами без гражданства, прибывшими в Россию без получения визы. Если говорить обо всех иностранных работниках с разрешительными документами (разрешениями на работу и патентами), то доля граждан стран СНГ среди них повысилась с 91 % в 2011 году до 98 % в середине 2021 года. Иностранная рабочая сила привлекается на территорию Российской Федерации из многих стран мира, но наиболее крупными поставщиками рабочей силы в Россию в последние годы являются Узбекистан и Таджикистан. Если до 2006 года больше всего трудовых мигрантов прибывало в Россию с Украины, то в последние годы наиболее крупными поставщиками рабочей силы в Россию стали Узбекистан и Таджикистан. Из стран дальнего зарубежья больше всего рабочей силы поступало из Китая, КНДР, Вьетнама, Турции и, в последнее время, Сербии. По состоянию на середину 2021 года, в заметно сократившемся числе иностранцев, которые имели действующие разрешения на работу в России, 64 % составляли граждане стран дальнего зарубежья (30,0 тыс. человек), в том числе 23 % - граждане Китая (10,8 тыс. человек), 17 % - Вьетнама (8,1 тыс. человек), 7 % - Турции (3,4 тыс. человек), 5 % - Сербии (2,3 тыс. человек), 4 % - Индии (2,1 тыс. человек). Среди граждан стран СНГ, имевших действующее разрешение на работу в конце июня 2021 года, преобладали граждане Узбекистана (6,9 тыс. человек, или 15 %) и, в меньшей степени, Таджикистана (3,9 тыс. человек, или 88 %). Среди иностранцев, имевших действующий патент в конце первого полугодия 2021 года, граждане Узбекистана составляли 62 % (803,8 тыс. человек), Таджикистана – 31 % (400,2 тыс. человек), Азербайджана – 3 % (40,9 тыс. человек), Украины – 3 % (39,4 тыс. человек), Молдавии – 1 % (17,5 тыс. человек). Поскольку в 2015 году граждане Армении, Казахстана и Киргизии получили право осуществлять трудовую деятельность в России без оформления разрешительных документов, как и граждане Беларуси, их число среди имеющих патенты резко снизилось, а в 2020-2021 годы таковых уже не было. Не было среди имевших действующие патенты на трудовую деятельность и граждан Туркмении. Наибольшее число работников с разрешительными документами на работу в России из Киргизии зарегистрировано в 2014 году – 224,8 тыс. человек, из Армении – 176,2 тыс. человек в том же году, из Казахстана – 11,2 тыс. человек в 2009 году.
По состоянию на конец июня 2021 года число иностранных работников с разрешительными документами на трудовую деятельность в России из Узбекистана снизилось на 1,5 % по сравнению с тем же периодом 2020 года, из Таджикистана - на 1 %. Однако более существенный спад – более, чем на треть – наблюдался в конце первого полугодия прошлого года по сравнению с серединой 2019 года. Ранее подобные спады численности рабочей силы из этих республик наблюдались в 2010 и 2015 годах. Число иностранных работников из Азербайджана, остававшееся относительно стабильным в 2017-2019 годах (56-57 тыс. человек), в 2020 году сократилось вдвое, но в середине 2021 года оказалось на 0,5% больше (42,4 тыс. человек), чем годом раньше. Число граждан Украины и Молдавии с действующими разрешениями на работу в России или патентами продолжает снижаться с 2015 года, уменьшившись в 2020 году, соответственно, на 49 % и 44 % по сравнению с 2019 годом. К середине 2021 года оно сократилось, соответственно, на 34 % и 26 % по сравнению с серединой 2020 года. Число работников из Украины (40,5 тыс. человек на конец июня 2021 года) оказалось меньше, чем из Азербайджана (42,4 тыс человек). В то же время число украинских граждан, впервые получивших разрешение на пребывание в ЕС-27 с целью работы (оплачиваемой деятельности), увеличилось с 82 тыс. человек в 2011 году до 209 тыс. человек в 2014 году, 660 тыс. человек в 2019 году и 516 тыс. человек в 2020 году. Большая часть таких разрешений была выдана в Польше – соответственно, 62, 189, 551 и 438 тыс. (76 %, 91 %, 84 % и 85 %).

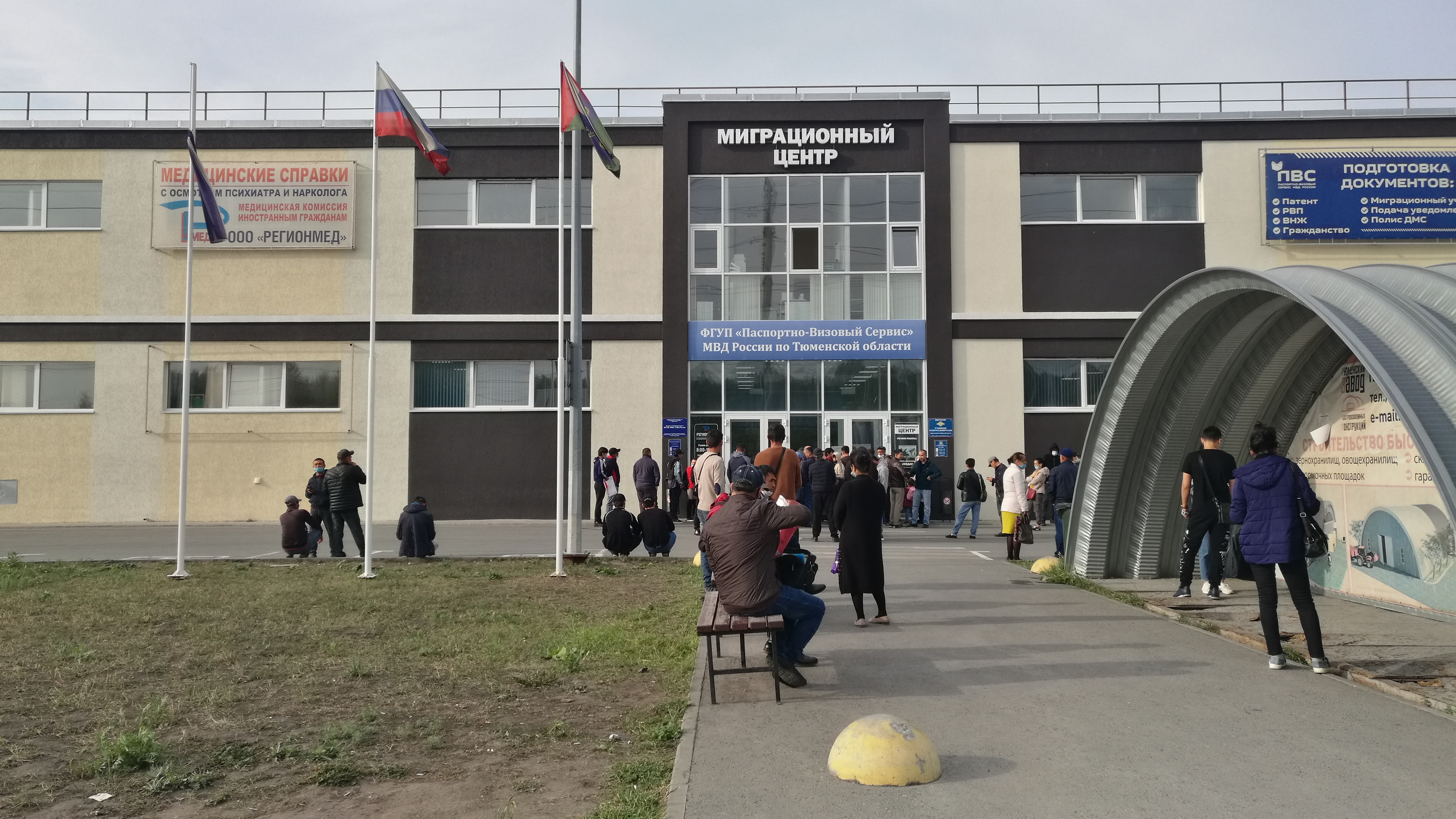
Миграционный центр в Тюмени, 2021 год.

По данным МВД России, за январь-июнь 2021 года на миграционный учет по месту пребывания было поставлено более 3,6 мил. иностранных граждан и лиц без гражданства, прибывших в Россию с целью работы. Среди них больше всего было граждан Узбекистана (46,1 %), Таджикистана (22,7 %) и Киргизии (10,5 %). В целом на эти три республики Средней Азии пришлось около 80% поставленных на миграционный учет из числа прибывших в Россию с целью «работа». Основная часть патентов, оформленных за первое полугодие 2021 года и действительных на конец июня, приходится на граждан Узбекистана (62 %) и Таджикистана (31 %). Большая часть разрешений на работу, оформленных за этот период, приходится на граждан Китая (33 %) и Турции (27 %), как и разрешений, действительных на конец июня (соответственно, 26 и 19 %). Граждане Киргизии, Армении, Беларуси и Казахстана не получали в 2021 году ни разрешений на работу, ни патентов, но с ними заключались трудовые или гражданско-правовые договора об осуществлении трудовой деятельности. При этом по числу уведомлений о заключении трудового или гражданско-правового договора также лидируют, хотя и не так уверенно, приехавшие из Узбекистана (33,5 %), за которыми следуют работники из Киргизии (24,6% ), Таджикистана (14,4 %) и Армении (11,8 %), всего в сумме – 84,2 %. Число поступивших уведомлений о заключении договоров о трудовой деятельности, заметно меньше совокупного числа выданных разрешений на работу и патентов. Это свидетельствует о том, что часть международных мигрантов заняты в неформальном или теневом секторе экономики России. По данным выборочного обследования рабочей силы, проведенного во II квартале 2021 года, среди международных мигрантов 15 лет и старше, обычно проживающих на территории страны, больше всего прибывших с целью работы из Таджикистана (120 тысяч человек, или 45% от общего числа эмигрантов из этой страны). Довольно высока доля прибывших в Россию с целью работы среди мигрантов из Киргизии (67 тыс. человек, или 36 %). Среди мигрантов из Узбекистана (350 тыс. человек) прибывшие в Россию с целью работы составляют 20 %, из Азербайджана (136 тыс. человек) – 24 %, из Молдавии (57 тыс. человек) – 21 %.
Согласно исследованию аудиторско-консалтинговой сети FinExpertiza, во втором квартале 2022 года (апрель-июнь) в Россию прибыло рекордное за 6 лет число трудовых мигрантов. Из общего количества 4,16 миллиона приехавших с целью работы оказалось 3,12 миллиона. Лидерами по числу мигрантов являются Узбекистан (1,54 млн), Таджикистан (0,9 млн) и Киргизия (0,2 млн). Большая часть их — 1,24 млн человек остались работать в Москве и Московской области. По данным МВД,с января по май 2022 года на учет в миграционной службе встало 6,6 млн человек. По данным погранслужбы, в первом квартале 2022 года в Россию приехало 842 тысячи человек. На 1 мая в стране находилось 3,35 млн трудовых мигрантов.

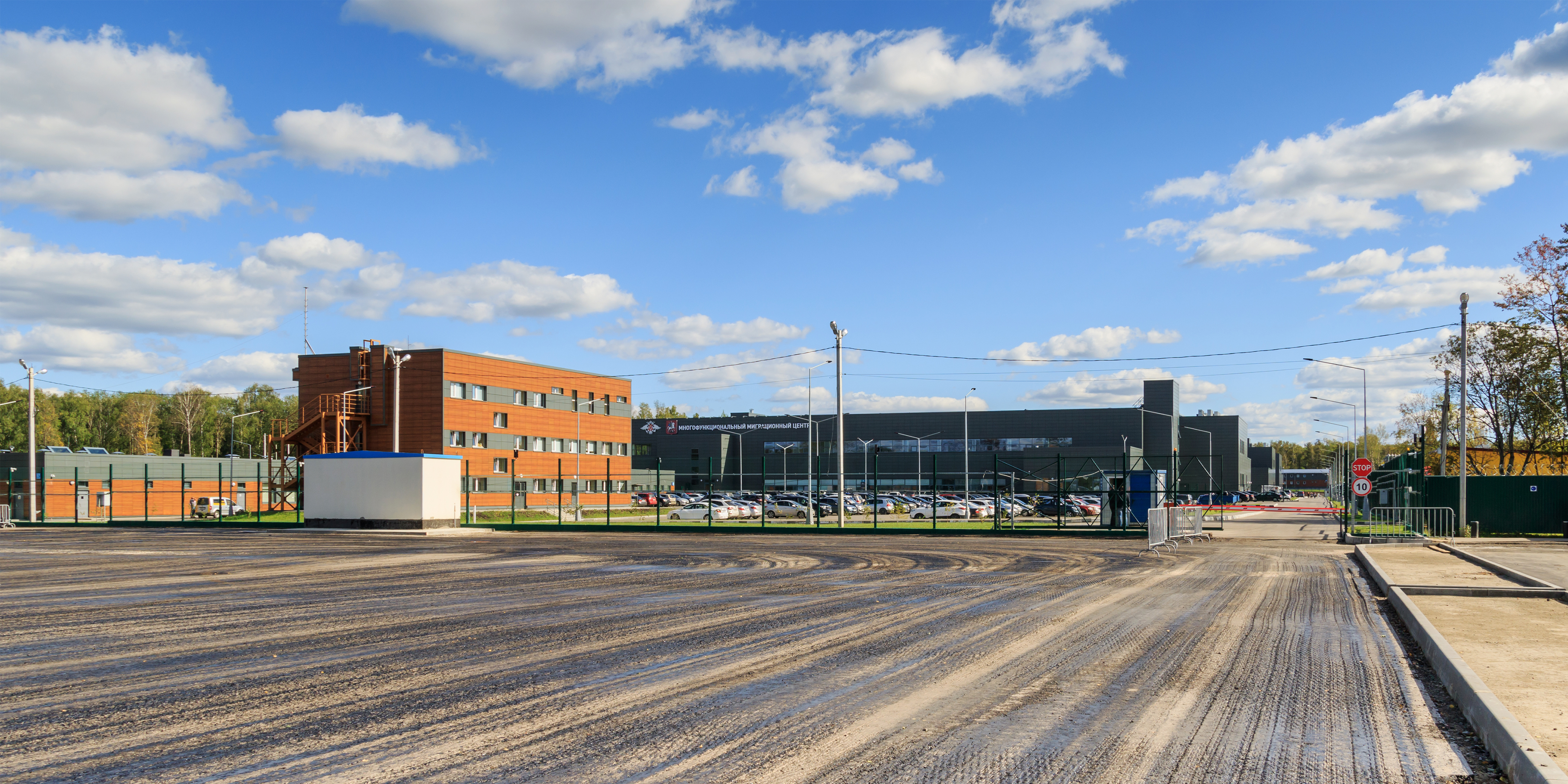
Миграционный центр в Сахарове (с 2015 г.)

## Основные страны исхода иммигрантов в Россию

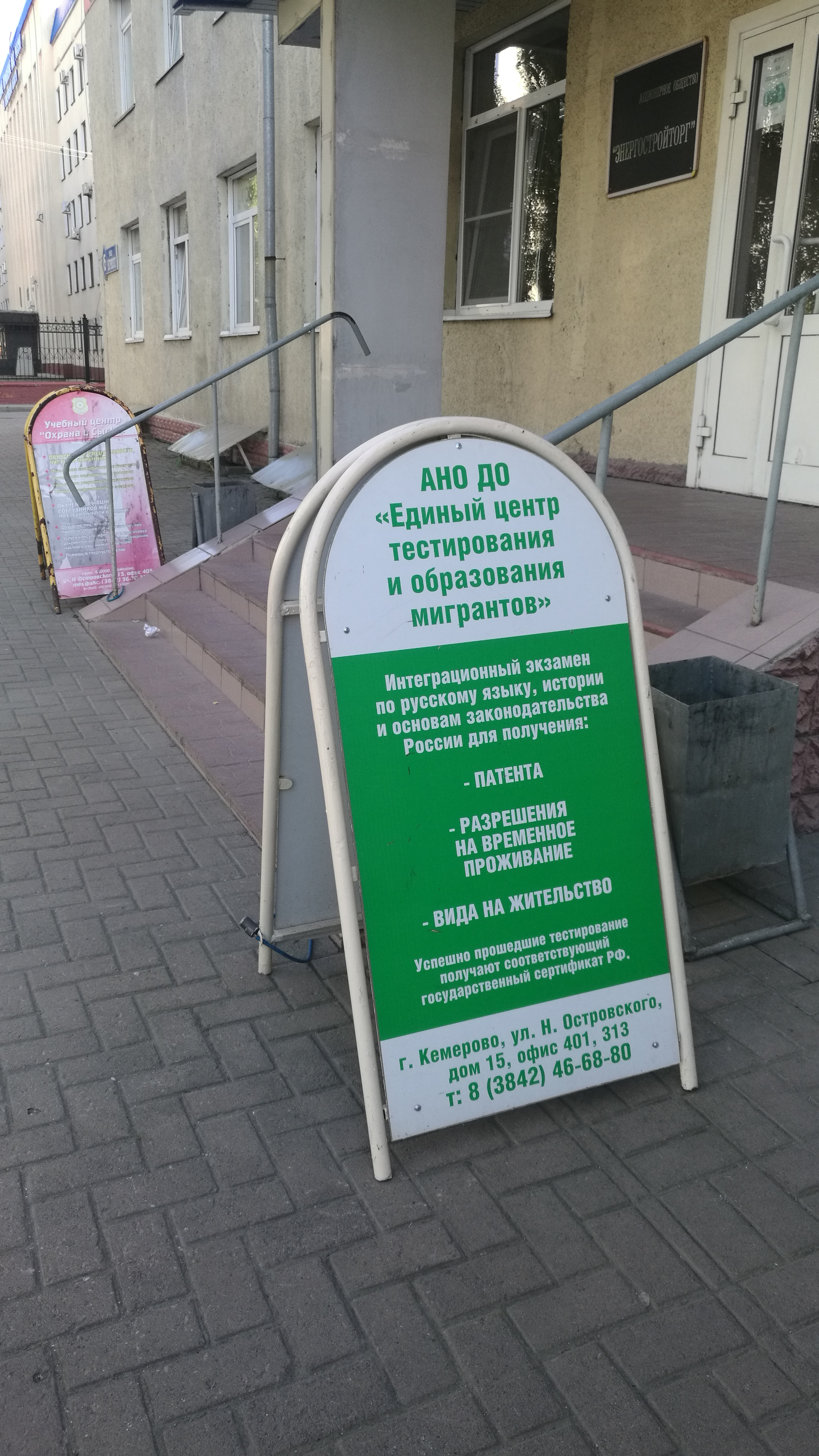
Реклама языкового экзамена для мигрантов. Кемерово, Россия. 2018 год.

Традиционными источниками иммигрантов в Россию являются страны бывшего СССР, из которых прибывает в среднем 93—96 % всех иммигрантов. Тем не менее, число иммигрантов из других стран дальнего зарубежья растёт очень быстрыми темпами. Только за 2011 год их число возросло на 35 % или на 3,3 тыс. чел. Примечательно и то, что в 2011 году Россия имела положительный миграционный баланс в обмене с теми странами, с которыми она ранее теряла население (Германия, Израиль, Греция). В настоящее время лишь три страны в мире — США, Канада и Финляндия — имеют в миграционном обмене с РФ незначительное положительное сальдо, но и оно имеет тенденцию к сокращению.
Большинство зарегистрированных иностранных мигрантов в 2015 г. — это граждане стран бывшего СССР трудоспособного возраста, в том числе: Украина (2,6 млн чел.), Узбекистан (2,3 млн чел.), Таджикистан (1,1 млн чел.). У всех указанных стран исхода (Украина, Узбекистан, Таджикистан) заключены соглашения с Россией о безвизовых передвижениях граждан, в то же время Украина ограничила въезд россиян (мужчин трудоспособного возраста) на свою территорию.
Примечательно то, что граждане лишь 10 государств мира дают России почти 95 % всего потока легальных иностранных трудовых мигрантов. Безусловным лидером в этом списке с середины 1990-х годов стал Узбекистан, доля которого среди всех выданных разрешений на работу в 2012 году достигла 42 %. Общее число граждан Узбекистана, получивших разрешение на работу, продолжает увеличиваться, достигнув почти 588,6 тысячи человек (2012). За этой среднеазиатской республикой с большим отставанием следуют Таджикистан (218,1 тысячи), Украина (151,2 тысячи), Киргизия (91,5 тысячи). Среди стран, не входивших в СССР, в первой десятке трудовых мигрантов можно отметить такие страны как Китай (96,8 тысячи), КНДР (26,3 тысячи) и Турция (36,6 тысячи разрешений).
Тенденции исхода из каждой из этих стран имеют свои особенности. В 2008—2012 годах из 14 стран — лидеров по поставке иностранных мигрантов лишь две страны (КНДР и Сербия) демонстрировали ежегодный прирост числа и доли легальных трудовых мигрантов в Россию. В остальных тенденции носили более волнообразный характер. Стоит отметить тот факт, что в 2012—2015 годах изменения в законодательстве исключили из этого списка граждан стран, входящих в Таможенный союз ЕАЭС (Казахстан, Беларусь, Армения и Киргизия). Им разрешительных документов для занятия трудовой деятельностью в России больше не требуется.

## Вклад иностранных мигрантов в экономику России

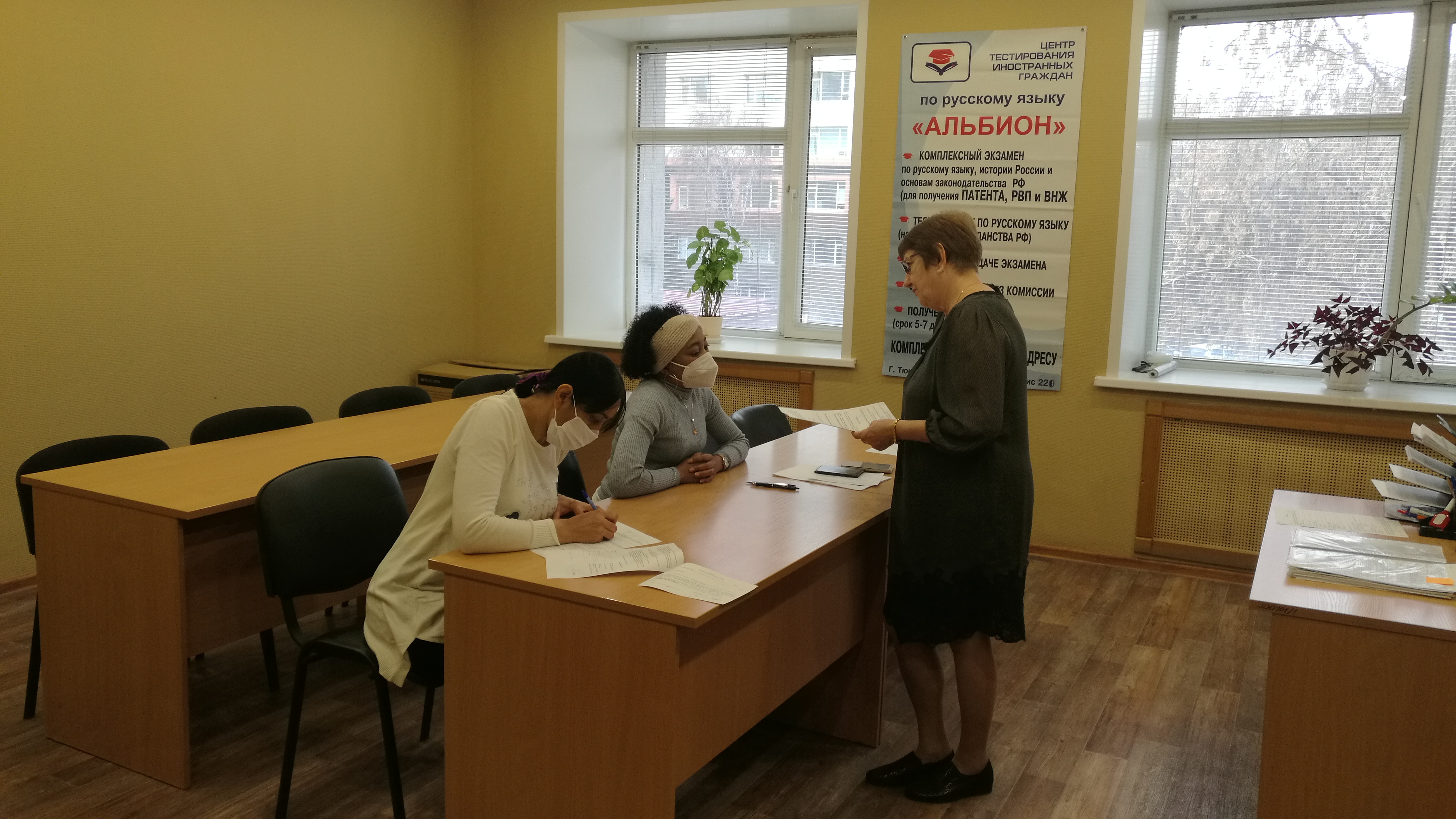
Тестирование по русскому языку для мигрантов. Тюмень, 2021 год.

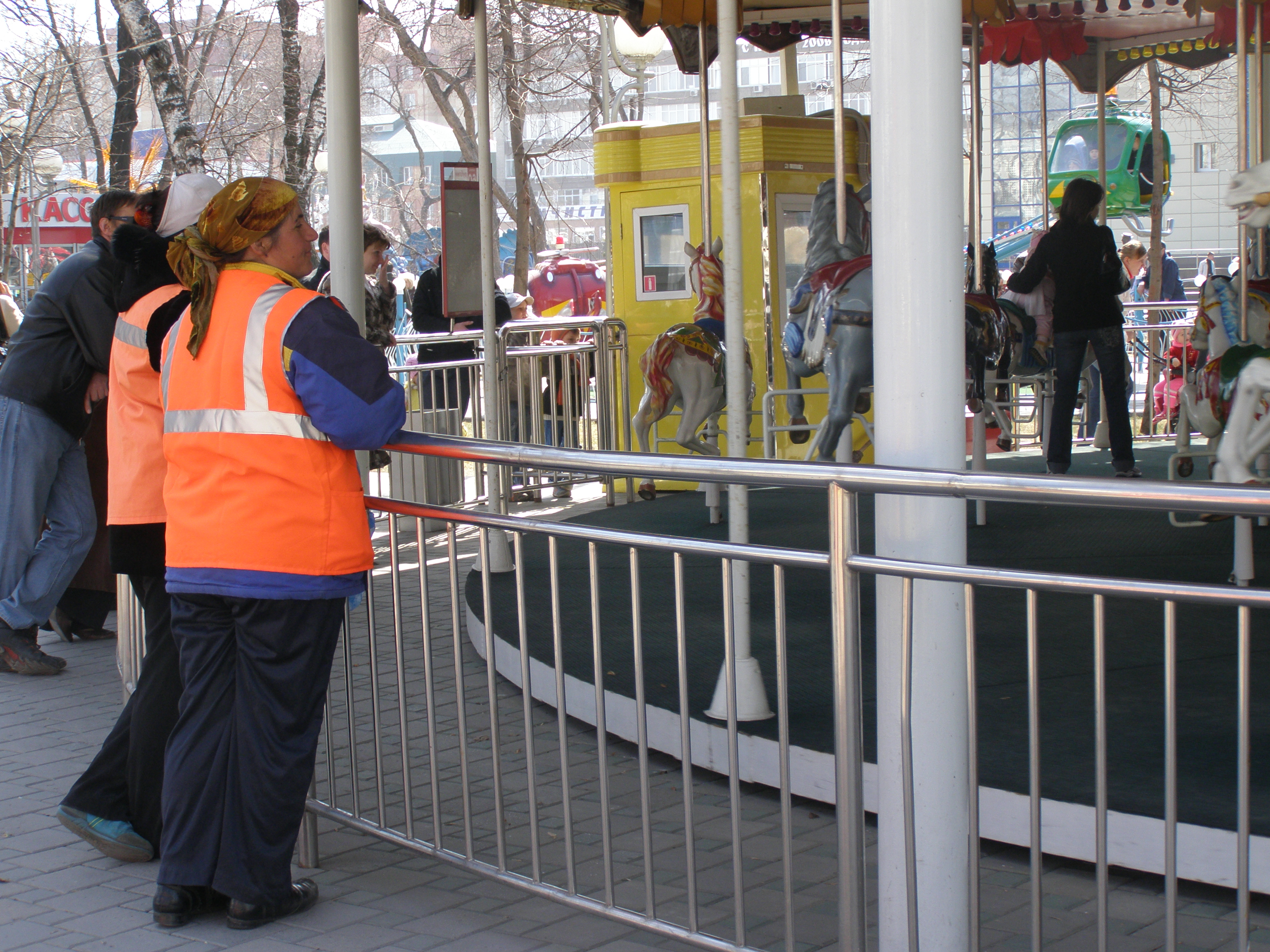
Рабочие-мигранты. Тюмень, 2008 год.

По данным Института государственного управления и права Государственного университета управления труд мигрантов обеспечивает 7—8 % ВВП России в 2013 году. Вместе с тем, мигранты, временно или постоянно проживающие в России, продолжают выводить часть заработанных денежных средств в страны исхода. Так, денежные переводы в Молдавию от гастарбайтеров из этой страны обеспечивают до 20 % её ВВП. При этом денежные переводы в российских рублях уже значительно опережают долларовые и почти сравнялись с переводами в европейской валюте, что объясняется ужесточением трудового миграционного законодательства в Еврозоне, затяжным экономическом кризисом и высокой безработицей в странах Южной Европы, куда некогда направлялась часть эмигрантов из Молдавии. Денежные переводы в Таджикистан от трудовых мигрантов, работающих в России, составляют 48 % ВВП Таджикистана (данные за 2012 год).
По заявлению главы Федеральной миграционной службы РФ, Константина Ромодановского, в 2006 году экономический ущерб, причинённый России нелегальной иностранной трудовой миграцией в виде неуплаты налогов, составлял более 8 млрд долларов США, ежегодно мигранты из стран СНГ вывозят из России свыше 10 млрд долларов США.
Среди некоторых специалистов существует мнение (которое оспаривается другими), согласно которому для российских работодателей экономически выгоднее нанимать иностранных трудовых мигрантов на рабочие специальности, не требующие высокой квалификации, так как, по сравнению с местными жителями, иностранные мигранты согласны на меньший размер оплаты труда и работу без оформления трудового договора, способствуя снижению доходов населения России, увеличению теневой занятости и безработицы в России.
Более половины трудовых мигрантов из-за рубежа привлекается в России для работы в столичных регионах, Москве и Санкт-Петербурге с прилегающими областями, Московской и Ленинградской. По данным МВД России, в этих четырех субъектах федерации за январь-июнь 2021 года было зарегистрировано по месту пребывания 52,3% прибывших в Россию с цель работы. В этих регионах было оформлено 57,6% патентов и 40,2% разрешений на работу, из них было получено 45,8% уведомлений о заключении договоров на осуществление трудовой деятельности. Доля иностранных граждан, учтенных по тем же основаниям в других субъектах федерации, на порядок меньше. Можно только отметить, что довольно высока доля уведомлений о заключении договоров на осуществление трудовой деятельности, полученных основании разрешений работу в некоторых регионах Дальнего Востока, Сибири и Европейского Севера (9,7% в Приморском крае, 7,7% в Забайкальском крае, 4,0% в Мурманской области). Довольно значительное число уведомлений о заключении договоров на осуществление трудовой деятельности без разрешения на работу было получено в Новосибирской, Сахалинской, Самарской областях и Республике Саха (Якутия), на которые пришлось по 2,0-2,5% от общего числа таких уведомлений.
По данным Росстата на конец июня 2021 года, наибольшая численность иностранных трудовых мигрантов привлечена в экономику Москвы (29,6%) и Московской области (8,8%). Кроме того, значительная часть иностранных работников трудилась в Санкт-Петербурге (13,3%) и Ленинградской области (3,7%), Краснодарском крае (2,8%), Свердловской области (2,4%), Иркутской области и Ханты-Мансийском автономном округе - Югре (по 2,0%), Новосибирской (1,9%) и Амурской (1,8%) областях. Уже в 2020 году на фоне продолжающегося сокращения числа иностранных работников с действующим разрешением на работу в России Москва впервые уступила лидерство по их числу другим субъектам федерации. В 2021 году столица продолжала утрачивать лидерские позиции, отодвинувшись на четвертое место. По данным на конец I квартала 2021 года, наибольшее число иностранных граждан с действующим разрешением на работу (включая лиц без гражданства) учтено в Ханты-Мансийском автономном округе – Югре (8,7 тыс. человек). Значительно число иностранцев, имеющих разрешение на работу, также в Краснодарском крае (5,3 тыс. человек) и Амурской области (4,4 тыс. человек). За ними следует Москва, где было учтено 3,3 тыс. иностранных граждан с действующим разрешением на работу, а за ней Московская область (2,7 тыс. человек) и Приморский край (2,0 тыс. человек). В остальных регионах число иностранных работников с действующим разрешением на работу не превышало 1 815 человек. По сравнению с тем же периодом 2020 года численность иностранных работников с действующим разрешением на работу в России снизилась в 78 из 85 регионов-субъектов федерации. Небольшой рост отмечался только в Нижегородской области, (353 человека), Ханты-Мансийском автономном округе – Югре (94 человека), Камчатском крае (27 человек), Вологодской области (10 человек) и городе федерального значения Севастополе (1 человек). В 5 регионах иностранных работников с действующим разрешением на работу на конец I квартала 2021 года не было (в республиках Алтай, Калмыкия, Ингушетия, Чечня и Ненецком автономном округе).
Число иностранных граждан, имевших действующие патенты на осуществление трудовой деятельности, в конце I квартала 2021 года оставалось наибольшим, как и в предыдущие годы, в Москве – около 262 тыс. человек. В других регионах оно заметно меньше: в Санкт-Петербурге – 132 тыс. человек, в Московской области – 90 тыс. человек, в Ленинградской области – 33 тыс. человек, в Краснодарском крае – 21 тыс. человек, в остальных регионах – менее чем по 19 тыс. человек. Число иностранцев с действующим патентом, по сравнению с тем же периодом 2020 года, снизилось в 84 из 85 регионов - субъектов федерации. Рост наблюдался только в Мурманской области (на 2 581 человека). Среди регионов с большим числом иностранных работников с действующим патентом значительное снижение отмечалось в Москве (почти на 186 тыс. человек) и Московской области (-119 тыс. человек), Санкт-Петербурге (-83 тыс. человек) и Ленинградской области (-24 тыс. человек). Более чем на 15 тыс. человек сократилось число иностранных работников с действующим патентом в Краснодарском крае (-18,4), Республике Башкортостан (-16,9), Волгоградской, Нижегородской, Иркутской областях, Республике Татарстан. Доля иностранцев, имевших действующее разрешение на работу, в конце I квартала 2021 года не превышала 1% от общей численности занятых в 84 из 85 регионов-субъектов федерации. Выше всего она в Амурской области (1,2%) и Ханты-Мансийском автономном округе – Югре (1,0%). Доля лиц, имевших действующие патенты в конце марта 2021 года, составляла от 0,03% от общей численности экономически занятых в Чеченской Республике до 5,0% в Амурской области. Помимо Амурской области, высокие значения показателя отмечались в Санкт-Петербурге (4,3%), Магаданской области (4,3%), Москве (3,7%), Ленинградской (3,5%), Калужской (3,2%) областях. В половине регионов - субъектов федерации эта доля не достигала 0,4%, в центральной половине регионов (без 25% регионов с наибольшими и 25% с наименьшими показателями) варьировалась от 0,3% до 0,9%. Общая доля иностранных работников (с разрешением на работу и патентом на трудовую деятельность) среди занятых в экономике по состоянию на конец I квартала 2021 года составляла от 0,03% в Чеченской Республике до 6,2% в Амурской области. Довольно высока она в Магаданской области и Санкт-Петербурге (по 4,4%), Москве (3,7%), Ленинградской области (3,5%), Калужской области (3,3%), Ханты-Мансийском автономном округе – Югре, Камчатском крае, Московской, Мурманской, Сахалинской областях и Ямало-Ненецком автономном округе (2,0-2,5%). В остальных субъектах федерации она не достигала 1,8%. В половине регионов-субъектов федерации эта доля не превышала 0,5%, в центральной половине регионов варьировалась от 0,3% до 1,0%.

## Вклад иммиграции в изменение численности населения субъектов РФ
В 2011 году все субъекты Российской Федерации имели положительное миграционное сальдо в обмене со странами СНГ, Балтии и Грузии. Наибольшим оно было в Ямало-Ненецком автономном округе (+16,3 %), Камчатском крае +7,3 %, в Астраханской области +6,3 %, в Тюменской области +6,0 %, в Московской области +3,1 %, в Москве +1,0 %. Минимальный прирост был зафиксирован в республиках Дагестан и Чечня (по +0,1 %). В миграционном обмене со странами дальнего зарубежья наиболее интенсивно увеличивалось население в Смоленской области и в республике Северная Осетия-Алания (+1,4 %), в Новосибирской области (+1,2 %) и в Приморском краe (+1,1 %). В последнем случае речь идёт об прибытии иммигрантов из Китая, а также русских старообрядцев из стран Латинской Америки (в первую очередь Боливии).

## Нелегальные иностранные мигранты
По данным за 2013 год, в России нелегально трудились около 2,5 миллионов иностранных мигрантов. Если учитывать неработающих членов их семей и безработных, это число может быть гораздо больше. Для борьбы с нелегальной иммиграцией летом 2013 года ГУ МВД был создан временный палаточный лагерь для нелегальных мигрантов в Гольяново. Кроме этого в Москве имеется Центр содержания иностранных граждан в посёлке Северный. Нелегальные иммигранты в большинстве своём подлежат депортации. По данным Всероссийского центра изучения общественного мнения, в 2013 году 63 % россиян выступали за ужесточение иммиграционного законодательства (из них 10 % считали, что поток иностранных мигрантов следует полностью остановить). Для сравнения, в 2005 году подобного мнения придерживалось только 40 % респондентов. При этом только 20 % россиян считает, что менять сложившуюся законодательную базу в сфере иммиграции не нужно.
По данным ФМС России, по состоянию на январь 2015 г. в России находилось 10,9 млн иностранных мигрантов, в том числе около 3 млн нелегальных, нарушающих законный срок пребывания на территории России (90 дней), за 2015 год было выдворено (депортировано) 113 тыс. человек. Патентов на работу иностранными мигрантами за весь 2015 г. было оформлено лишь 1,8 млн..
По данным МВД, на ноябрь 2021 года всего в России насчитывалось 5,5 млн мигрантов. Из них 819,6 тыс находились в стране нелегально. За первый квартал 2021 года было депортировано 1345 мигрантов, что было больше, чем в аналогичный период прошлого года.

## Программы переселения
В 1992 году Постановлением Правительства от 18 мая в целях поддержки беженцев и вынужденных переселенцев была принята разработанная Комитетом по делам миграции населения при Министерстве труда и занятости населения Российской Федерации Республиканская долговременная программа "Миграция". Своего рода эстафету "Миграции" переняла разработанная в июне 2006 года Государственная Программа по оказанию содействия добровольному переселению в РФ соотечественников, проживающих за рубежом.

## Прогноз
Вследствие резкой девальвации рубля в 2014 г., снижения уровня жизни населения России, сокращения объёмов производства и строительства (то есть числа рабочих мест), ужесточения требований к трудовым мигрантам (трудовые патенты и экзамены), ожидается некоторое сокращение количества иностранных мигрантов в России в 2015—2016 гг. Пока, за счёт увеличения притока мигрантов с Украины, в январе 2015 года общее число иностранных мигрантов снова выросло, по сравнению с январём 2014 г. — на 400 тыс. человек, отмечает «РБК».

## Беженцы и вынужденные переселенцы
Особую категорию иммигрантов составляют вынужденные беженцы и переселенцы. Их число было очень велико в 1990-е годы (Первая карабахская война, Приднестровская война, Абхазская война, Южноосетинская война, гражданская война в Таджикистане, гражданская война в Грузии, межэтнические конфликты на Кавказе, в Средней Азии и Прибалтике). Особенно количество беженцев выросло в 1998 году, достигнув к началу года 1192 человек. С 1999 года, по мере стабилизации обстановки в горячих точках бывшего СССР число вынужденных переселенцев начало сокращаться. Так, в январе —сентябре 2013 г. территориальные органы ФМС России зафиксировали прибытие 2038 человек, получивших статус вынужденного переселенца или беженца. Удельный вес зарегистрированных вынужденных иммигрантов в общей численности прибывших из-за пределов Российской Федерации в настоящее время опустился до минимальных значений (около 0,1 % общего числа внешних мигрантов). По данным ФМС России, 1 октября 2013 г. на территории РФ постоянно проживали 33,0 тыс. вынужденных переселенцев и беженцев. Более 25 % из них (8,3 тыс.) являлись выходцами из Казахстана, 23 % (7,6 тыс.) — из Грузии, 11 % (3,6 тыс.) — из Узбекистана, 4 % (1,4 тыс.) — из Таджикистана. Вынужденные мигранты расселены по всем субъектам РФ, но наибольшая их концентрация наблюдается в таких регионах как Ингушетия, Северная Осетия (по 7,8 тыс. в каждой); от 1,0 тыс. до 0,6 тыс. беженцев и переселенцев проживают в Белгородской, Самарской областях, в Ставропольском крае, в Москве, Оренбургской области, Краснодарском краe, Новосибирской области, Алтайском краe и Санкт-Петербургe. До 2014 года число беженцев в России не превышало 4 тыс человек. Однако с началом российско-украинской войны их количество возросло до 250 тыс человек. Позднее оно начало снижаться: в 2015 - 149,6 тыс, в 2016 - 22 тыс., в 2017 - 10,4 тыс.